# Crenotermes olovens
Crenotermes olovens là một loài bướm đêm trong họ Noctuidae.